# Claude Monet
Claude Oscar Monet (født 14. november 1840 i Paris, død 5. december 1926 i Giverny) var en fransk maler.
Monet blev født i Paris og voksede op i Le Havre, og det var her han som ung begyndte at male. Han arbejdede og studerede sammen med Eugène-Louis Boudin.
Allerede i 1859 havde han bestemt sig for at blive kunstner, og i 1862 studerede han kunst sammen med Charles Gleyre i Paris, hvor han mødte Pierre-Auguste Renoir, og sammen grundlagde de en ny stilart: impressionismen – opkaldt efter billedet: Impression, Soleil Levant ('Indtryk. Solopgang'), som Monet malede i 1873. De malede sammen og opretholdt et livslangt venskab.
Monet malede serier med samme motiv i forskelligt lys som Katedralen i Rouen (1896-97) eller Åkandedammen fra haven ved hans hjem i Giverny.
| - Impression – Katedralen i Rouen – Åkandedammen - Impression, Soleil Levant ('Indtryk. Solopgang') - Katedralen i Rouen(en) - Åkandedammen i Giverny |

Huset og haven er bevaret som museum, og begge dele er værd at besøge. Det er i det hele taget gavnligt at forstå den afgørende sammenhæng mellem Monets malerier og hans arbejde med haven. I dette ligner han den tyske Emil Nolde.
Et Monet-maleri nåede i 1987 en pris på 22 millioner US$.[kilde mangler]
| - Selvportrætter - 1886 - 1917 - Før 1926 |

| - Monet portrætteret - Foto af Albert Greiner, Amsterdam, 1871 - Læsende avis, 1872 Af Pierre-Auguste Renoir - Malende i haven i Argenteuil, 1873. Af Renoir - Med hustru i atelierbåd, 1874 Af Édouard Manet - 1875 Af Renoir - Foto af Henri Manuel, 1920 |

| - Værker af Claude Monet - Dame med parasol, 1873 - Le Havre, 1874 - Argenteuil, 1875 - Forår ved Seinen, 1875 - Gare Saint-Lazare, 1877 - Gare Saint-Lazare, 1877 - Valmuemark ved Giverny, 1885 - Regnvejr i Étretat(en), 1886 - Høstak i modlys, 1891 - Katedralen i Rouen(en), 1894 - Sandvika i sne, 1895 - Bjørnegård i Bærum, 1895 - Løkke bro i Sandvika, 1895 - Kolsåstoppen i Akershus, 1895 - Japansk bro og åkandedammen i Giverny, 1899 - Houses of Parliament i sol(en), 1903 - Waterloo Bridge, 1903 - Wisteria, ca. 1925 |